# Marek Bakoš
Marek Bakoš (Nová Baňa, Eslovaquia, 15 de abril de 1983) es un exfutbolista y entrenador eslovaco. Jugaba de delantero y su último equipo fue el FC Viktoria Plzeň de República Checa, equipo en el que se retiró al finalizar la temporada 2018-19. Actualmentemente es entrenador adjunto del FC Viktoria Plzeň.

## Selección nacional
Ha sido internacional con la selección de Eslovaquia.

### Participaciones en Copas del Mundo
| Mundial                               | Sede                   | Resultado        |
| ------------------------------------- | ---------------------- | ---------------- |
| Copa Mundial de Fútbol Sub-20 de 2003 | Emiratos Árabes Unidos | Octavos de final |

## Clubes
| Club                       | País            | Año       |
| -------------------------- | --------------- | --------- |
| FC Nitra                   | Eslovaquia      | 2002-2003 |
| FK Púchov                  | Eslovaquia      | 2003-2005 |
| FC Shinnik Yaroslavl       | Rusia           | 2006      |
| MFK Ružomberok             | Eslovaquia      | 2007-2009 |
| FC Viktoria Plzeň          | República Checa | 2009-2015 |
| FC Slovan Liberec          | República Checa | 2015-2016 |
| FC Viktoria Plzeň          | República Checa | 2016-2019 |
| FC Spartak Trnava (cedido) | Eslovaquia      | 2018      |